# Shoma Doi
Shoma Doi (Prefectura de Yamagata, 21 de maig de 1992) és un futbolista japonès que actualment juga de centrecampista al Kashima Antlers de la Lliga japonesa de futbol.
Va començar com a futbolista al Kashima Antlers. Va debutar amb la selecció del Japó el 12 de desembre de 2017 contra la selecció de la Xina. Va disputar 2 partits amb la selecció del Japó.

## Estadístiques
| Selecció del Japó | Selecció del Japó | Selecció del Japó |
| Anys              | Partits           | Gols              |
| ----------------- | ----------------- | ----------------- |
| 2017              | 2                 | 0                 |
| Total             | 2                 | 0                 |